# Geopark Egeria
Geopark Egeria je neformální sdružení, které zahrnuje přírodně, geologicky a historicky cenné území okresů Cheb, Karlovy Vary a Sokolov v Karlovarském kraji. Geopark Egeria je spolu s obecně prospěšnými společnostmi Geopark GeoLoci a Geopark Bayern-Böhmen e. V. součástí mezinárodního Česko-bavorského geoparku. Kromě těchto partnerských společností se na realizaci poslání Geoparku Egeria podílí řada organizací a institucí, jako je ministerstvo životního prostředí ČR, Karlovarský kraj, Agentura ochrany přírody a krajiny ČR - správa Chráněné krajinné oblasti Slavkovský les, muzea v Chebu, Sokolově a Karlových Varech, Česká geologická služba, Vysoká škola báňská - Technická univerzita Ostrava, Klub českých turistů, Správa přírodních léčivých zdrojů a kolonád v Karlových Varech, státní podnik Diamo, města Jáchymov, Krásno a Horní Slavkov, obce Rovná a Lipová a další orgány státní správy, spolky a občané regionu.

## Hodnota území a poslání geoparku
Na území Karlovarského kraje (Geopark Egeria s rozlohou 2 462 km² zaujímá zhruba jeho dvě třetiny) se nachází celkem 19 evropsky významných lokalit, chráněných v rámci soustavy Natura 2000. Kromě toho je zde více než šest desítek maloplošných chráněných území - přírodních památek a přírodních rezervací, přičemž důvodem ochrany u řady z nich je jejich geologická hodnota. Rozloha geoparku se částečně překrývá s územím Chráněné krajinné oblasti Slavkovský les.
Geoparky v severozápadních Čechách - v Plzeňském a Karlovarském kraji - a na přilehlém území Bavorska v oblasti Smrčin (Fichtelgebirge) patří z geologického hlediska k unikátním oblastem v evropském i světovém měřítku. Území podél příkopové propadliny oherského riftu je geologicky nejaktivnější oblastí Českého masivu. Zdejší geologické jednotky jsou dokladem až 600 miliónů let dlouhého vývoje Země. Součástí charakteristiky zdejší oblasti je její mimořádné nerostné bohatství, které bylo významným faktorem při osídlování tohoto regionu a formování jeho sociálního a kulturního profilu. Hlavním posláním Geoparku Egeria je kromě dokumentace a vytváření podmínek pro uchování geologických, přírodních a krajinných fenoménů osvětová činnost, tj. zpřístupňování přírodních lokalit, naučných stezek a muzejních expozic, budováním informačních center a pořádání tematických výstav, přednášek a kulturních akcí. S tímto posláním bezprostředně souvisí i přeshraniční spolupráce a zároveň i snaha dále zvyšovat turistickou atraktivitu tohoto regionu.

## Národní geopark
První kroky k ustavení Geoparku Egeria na území Karlovarského kraje vzešly na počátku 21. století z iniciativy Nadace Georgia Agricoly, region Slavkovský les. Později tuto iniciativu převzal odbor regionálního rozvoje Krajského úřadu Karlovarského kraje ve spolupráci s  Českou geologickou službou a dalšími organizacemi. V září roku 2006 kraj zřídil v sokolovském muzeu, příspěvkové organizaci Karlovarského kraje, pozici manažera geoparku. V roce 2010 Geopark Egeria spolu s Geoparkem Český ráj splnil podmínky Charty národních geoparků ČR a 4. června uvedeného roku byl těmto dvěma prvním geoparkům v České republice udělen titul "Národní geopark". Uvedený titul je udělován na omezenou dobu čtyř let, vždy poté je jej nutno obhájit.

## Galerie

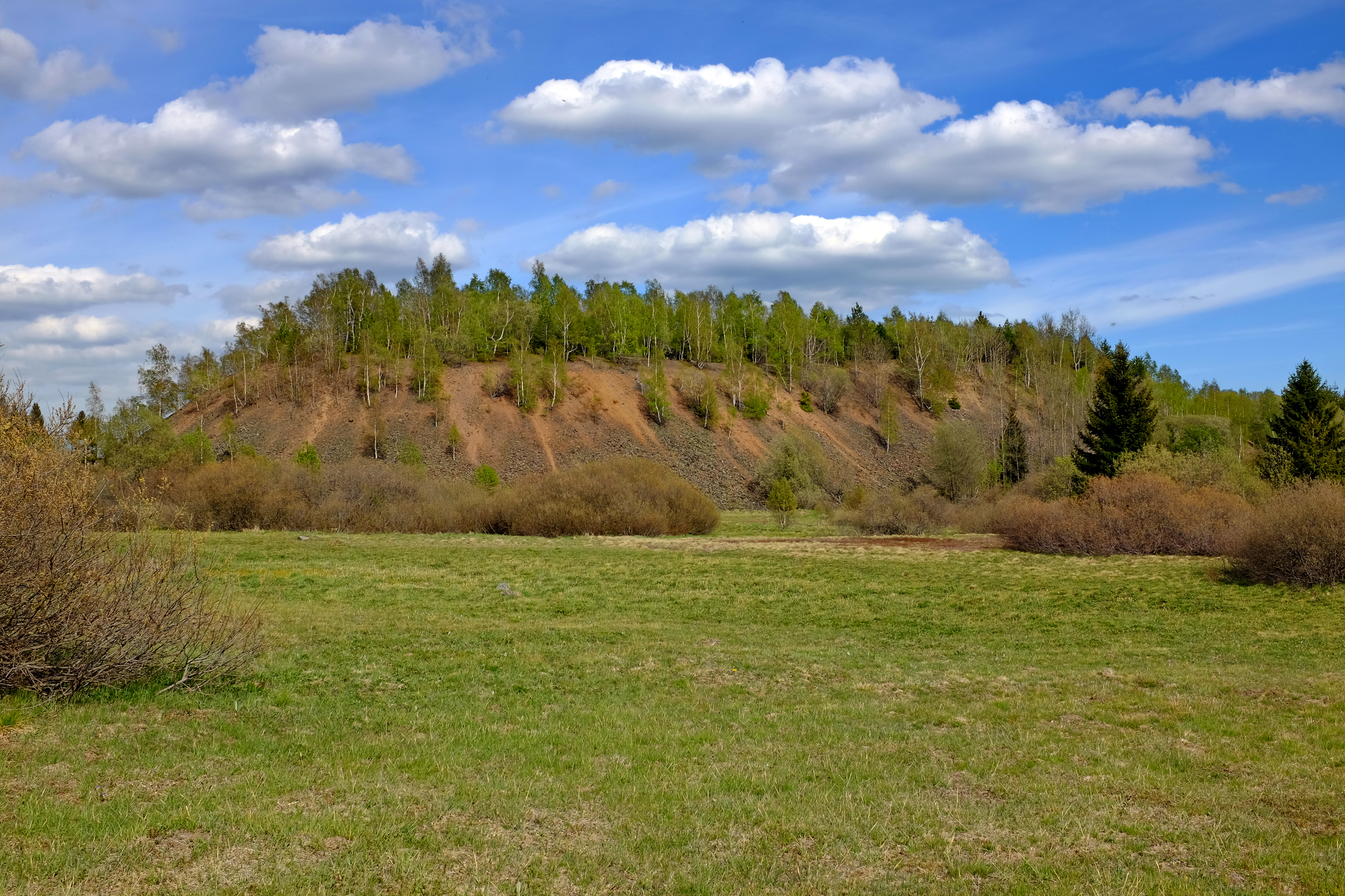
Abertamy zaniklý uranový důl Jeroným
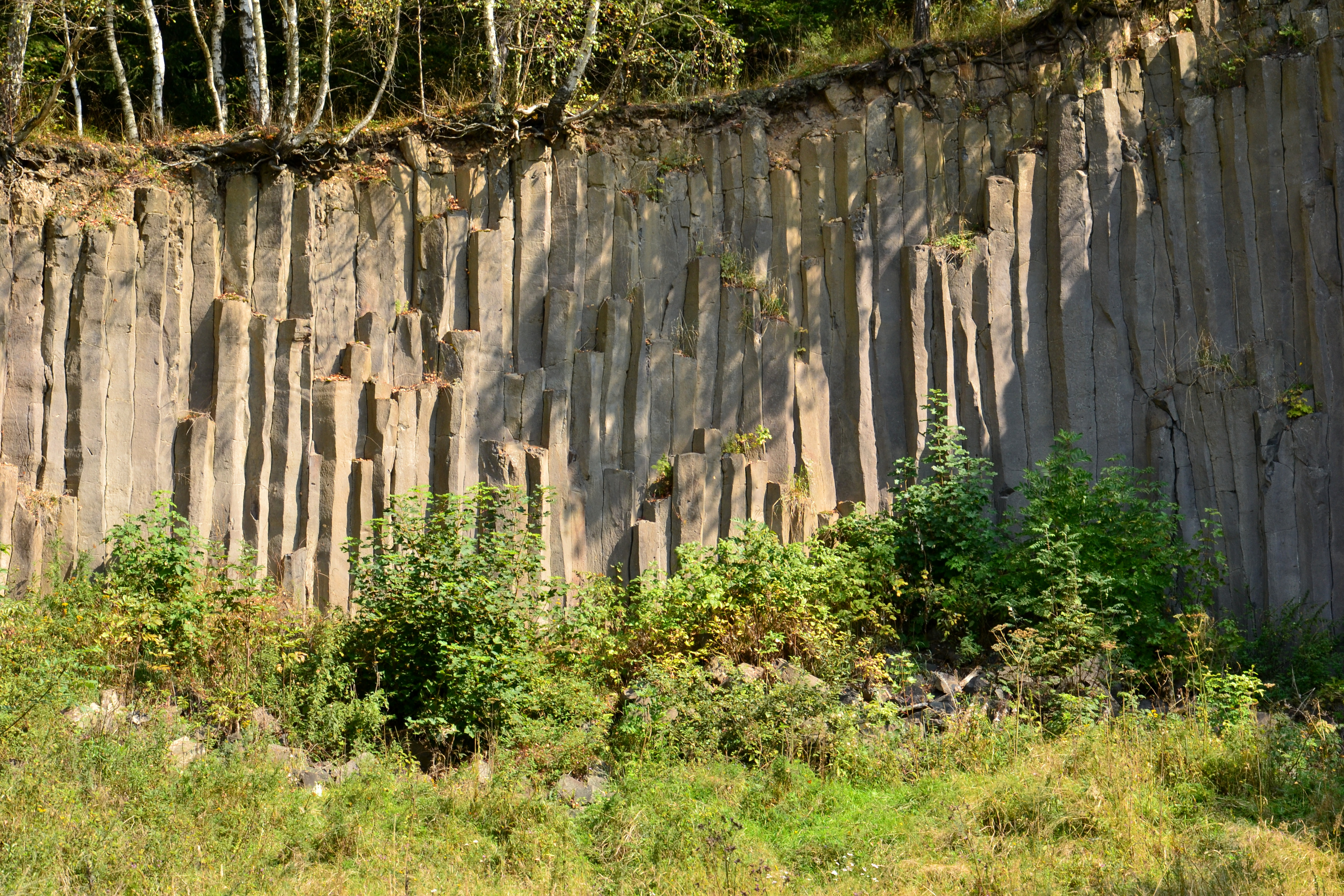
Čedičové varhany u Hlinek
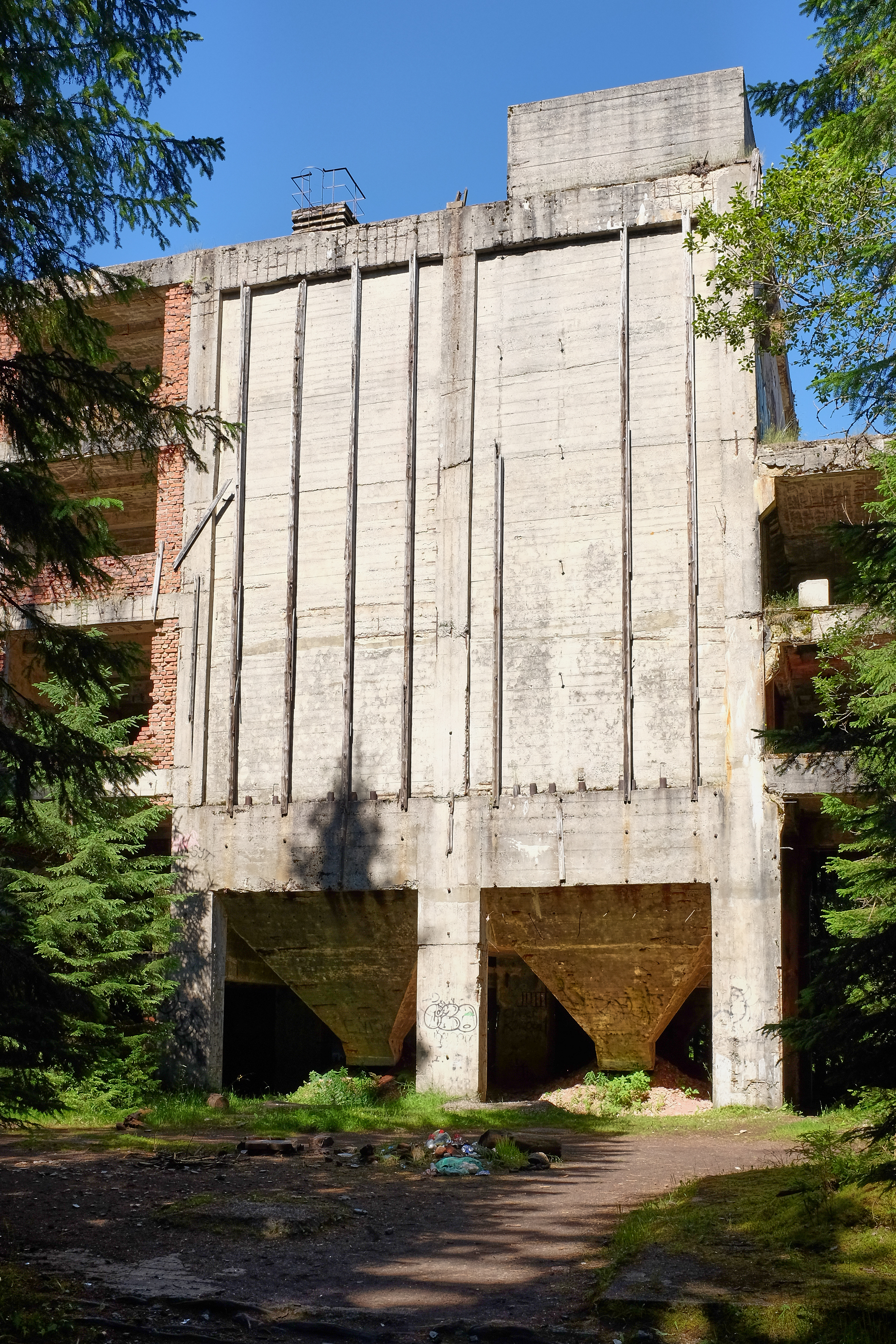
Zásobníky rudy dolu Rolava u Přebuzi
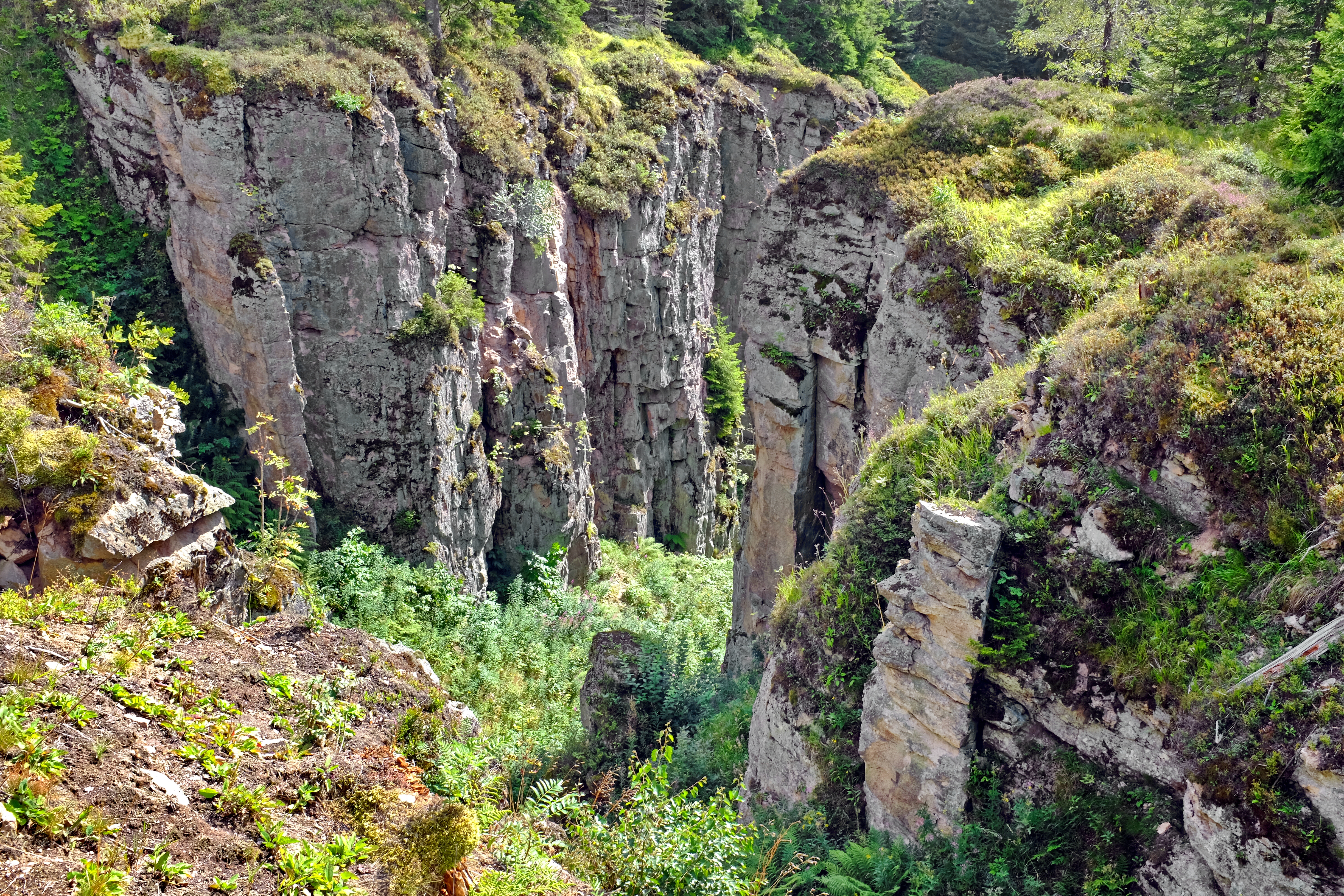
Vlčí jámy u Horní Blatné
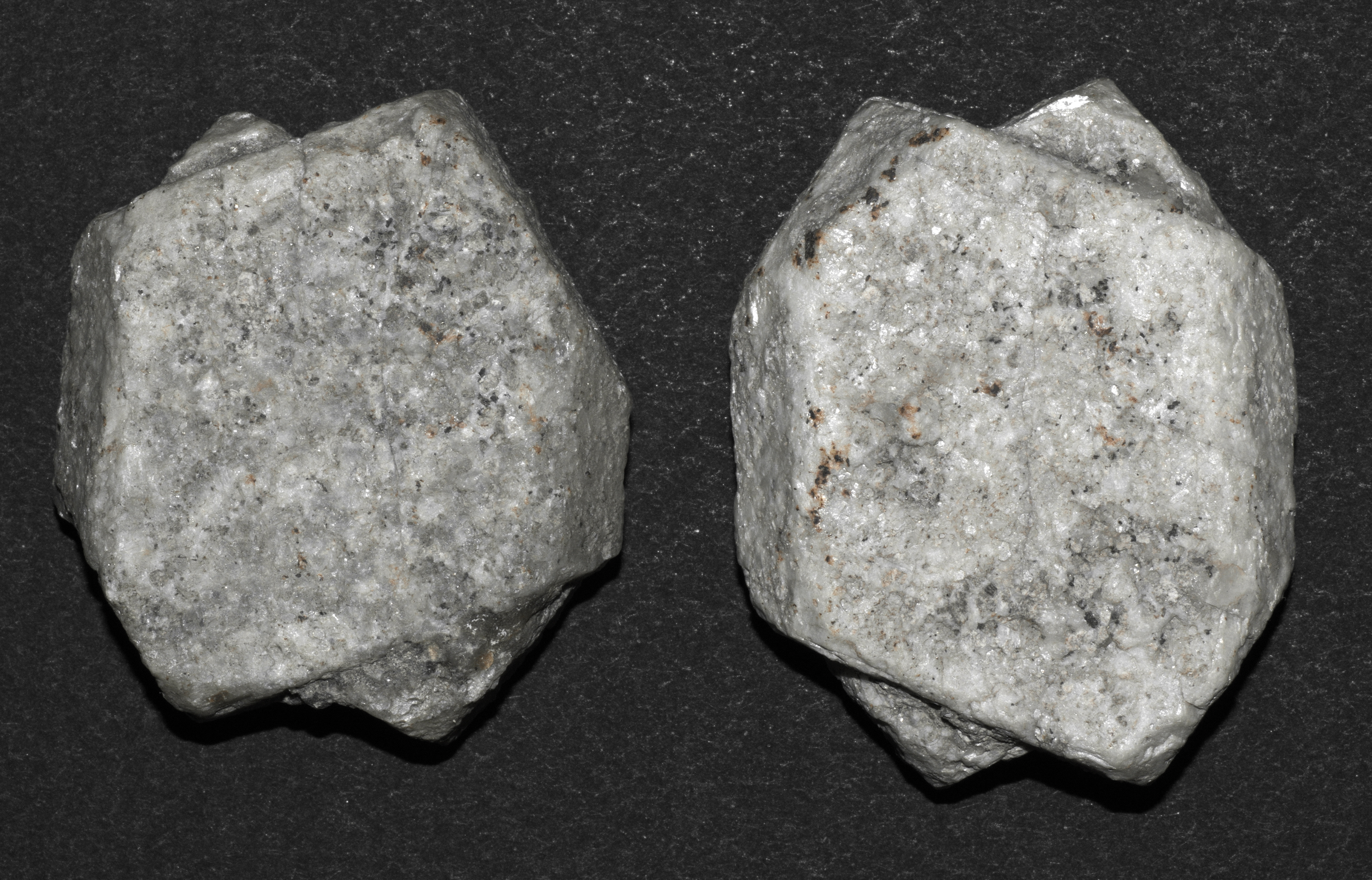
Karlovarská dvojčata z Hor u Karlových Varů
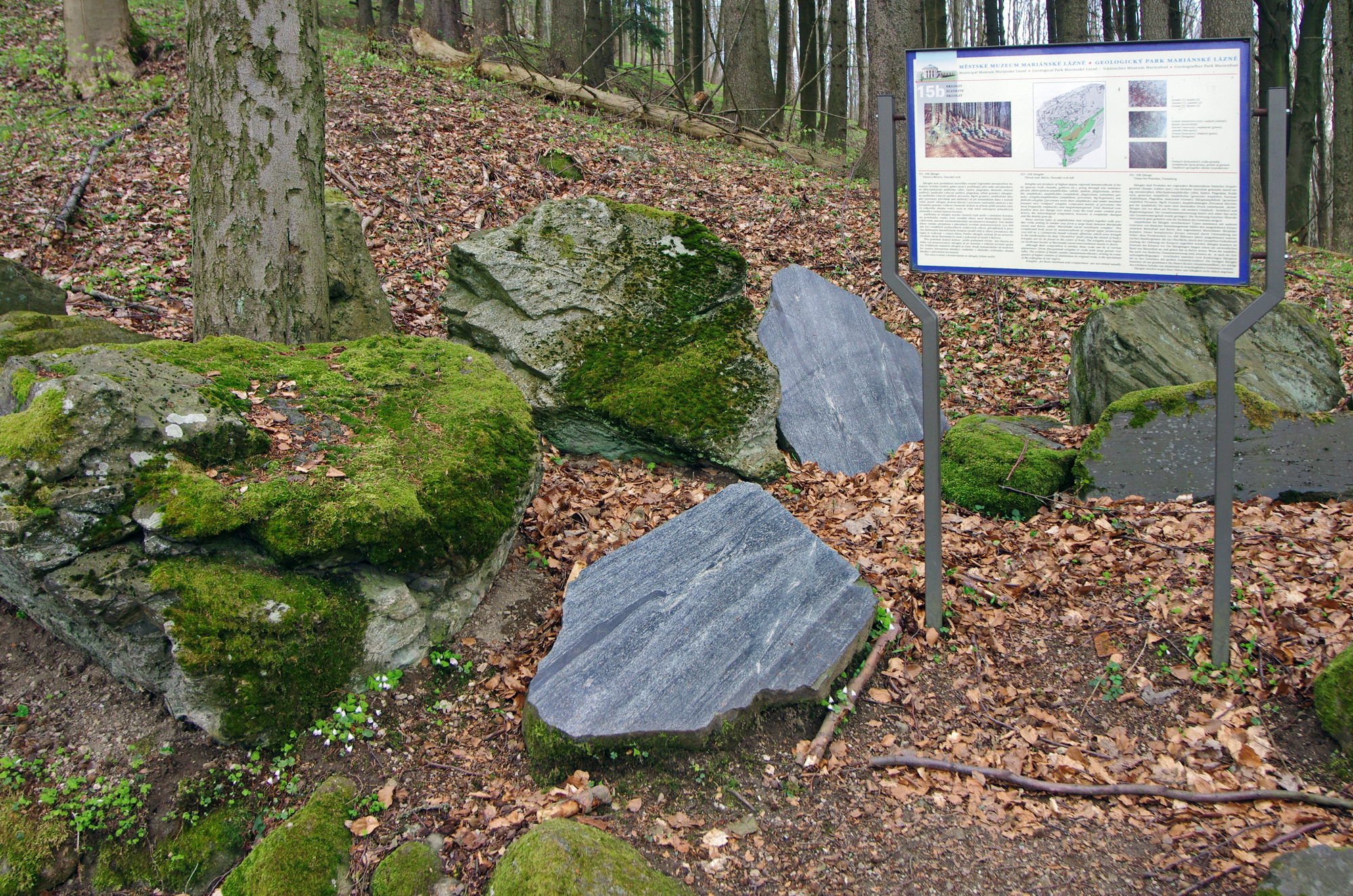
Ukázka eklogitu v geoparku v Mariánských Lázních
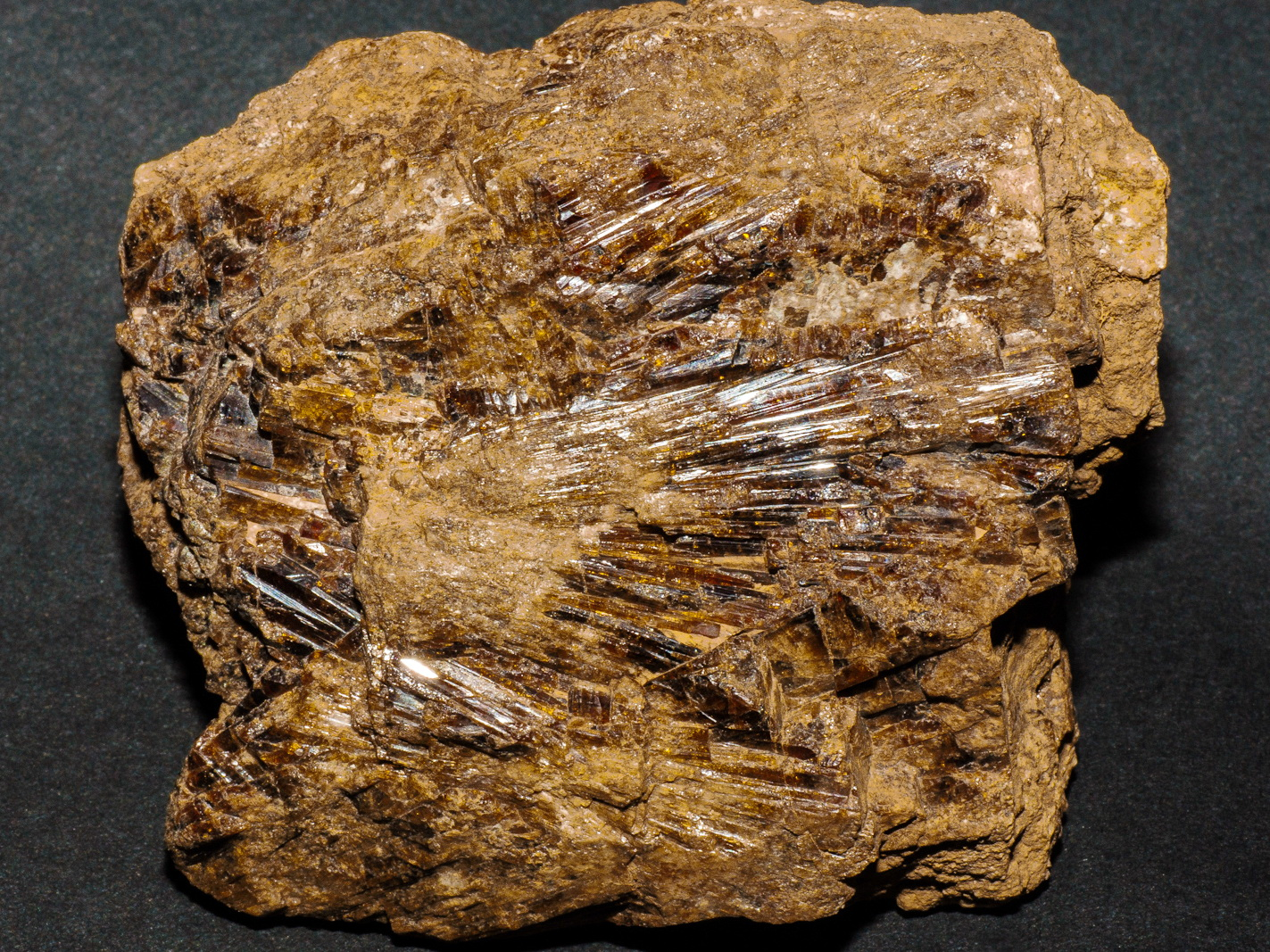
Ukázka vesuviánu - egeranu z Hazova
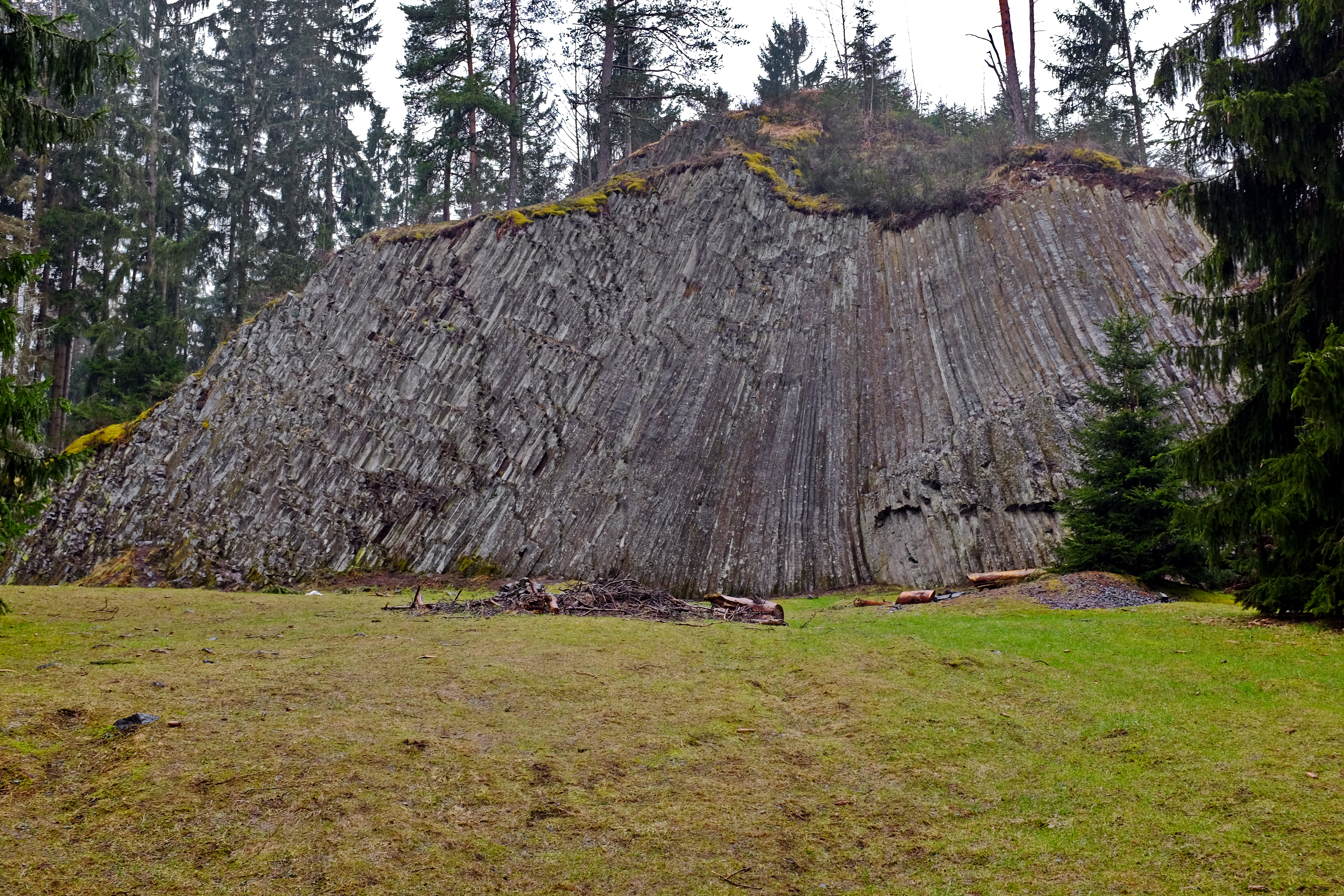
Rotavské varhany u Rotavy